# 东沙河街道
东沙河街道，原为东沙河镇，是中华人民共和国山東省枣庄市滕州市下辖的一个乡镇级行政单位。2020年8月，撤镇设街道，现区划代码为370481005。

## 行政区划
东沙河街道下辖以下地区：
前梁村、东孙庄村、韩楼村、小宋庄村、耿楼村、江楼村、姜桥村、马河口村、东小宫村、西小宫村、前荆沟村、单村、党村、张洼村、万年庄村、小宫山村、朝阳村、陈岗村、大养德村、二养德村、千年庄村、磨坑村、向阳山村、颜吉山村、南刘岗村、鲍庄村、步云庄村、王母店村、蔡村、康村、郭堌堆村、张街村、王村、后崮堆村、史楼村、党桥村、东史村、周村、东沙河村和党吉山村。

## 人口
2010年中国第六次人口普查时，东沙河镇共有人口49022人。共有家庭14306户，平均每户3.38人。14岁以下的少年儿童共7452人，占总人口15.20%；15-64岁人口共36729人，占总人口74.92%；65岁及以上的老年人共4841人，占总人口的9.875%。男性共计25557人，占总人口52.13%；女性共计23465，占总人口47.86%。本地居住的人口中，拥有本地户籍的人口为47111人，占96.10%。